# Samuel Yankelevich
Samuel Yankelevich (Buenos Aires; 17 de octubre de 1921 - Ibídem; 14 de marzo de 1998) fue un productor de televisión y empresario argentino.
Hijo de Jaime, casado con Cecilia Fridman, padre de Elsa, Gustavo y Patricia, abuelo de Romina (f.), Tomás, Martín, Manuel, María, Alejandro y Marcos y bisabuelo de Franco, Valentín, Azul, Inti, Mila (f.), Nicolás, Sofía, Edith y Patricio. 

## Biografía resumida
Hijo del pionero de la televisión argentina, don Jaime Yankelevich, la vida de Samuel estuvo ligada a los medios gracias a su familia, ya que su padre supo ser propietario de una casa de venta de radiotransmisores, antes de adquirir la emisora LR3 Radio Belgrano e impulsar desde la misma la creación de la televisión argentina. Al mismo tiempo, su hermano menor Miguel (1931-1949) ya había mostrado interés previo en el desarrollo de este último medio, antes que su padre, pero le sobrevino la muerte en 1949.

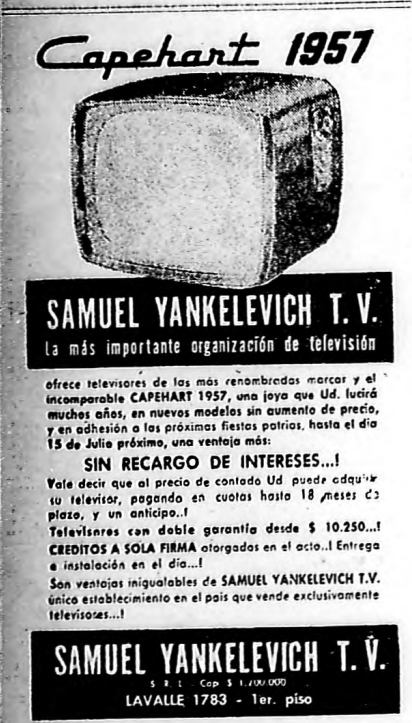
Publicidad de Samuel Yankelevich en 1957.

A lo largo de su vida, Samuel Yankelevich fue director de cámaras, productor y finalmente titular de una agencia de publicidad; Yankelevich creció y se formó en los medios de comunicación. Primero fue en la radio (su padre era dueño de Radio Belgrano) y luego en la incipiente industria televisiva. El día en que cumplía 30 años, el 17 de octubre de 1951, le tocó colaborar con su padre en la primera transmisión oficial de la TV argentina, que comenzó en Plaza de Mayo, siguió en los estudios de Radio Belgrano y tuvo por protagonista a una ya enferma Eva Perón. También fue uno de los primeros directores de cámaras de LR3 Canal 7, y con los años llegó a director artístico de la misma emisora (cumplió funciones similares en Radio Belgrano). En los años 60 y hasta entrada la década de 1970 fue presidente de Telecenter S.A., productora de programas para Canal 9. Luego asumió la responsabilidad absoluta de su agencia de publicidad, SY Publicidad, a la cual se abocó hasta sus últimos días. Yankelevich se dedicó a impulsar el desarrollo de la publicidad en los medios, porque creía que debían ser el respaldo económico de la radio y la TV. Como padre supo transmitir la misma pasión por los medios que lo abrazó durante toda su vida.